# Cleo Massey
Cleo Massey (19 de Novembro de 1993, Launceston, Tasmânia) é uma atriz australiana. Ela ficou famosa após interpretar Kim no seriado H2O: Just Add Water.
Sua mãe é Anna Massey Waters (dois deles atuaram juntos no Humidade Rising), e o irmão dela é um ator infantil Joey Massey.

## Filmografia
- Mortified (2006) - Brittany's Cheer Squad[1]
- Monarch Cove (2006) - Drowning Girl[2]
- H2O: Just Add Water (2006-2010) - Kim Sertori[1][3]
- The Little Things (2010) – Young Dee
- Cortazar in Love (2018) – Irene
- The Bureau of Magical Things (2018) – Sophie